# Кайя (Од)
Кайя́ (фр. Cailla) — коммуна во Франции, находится в регионе Лангедок — Руссильон. Департамент коммуны — Од. Входит в состав кантона Акса. Округ коммуны — Лиму.
Код INSEE коммуны — 11060.

## Население
Население коммуны на 2008 год составляло 52 человека.
| 1962 | 1968 | 1975 | 1982 | 1990 | 1999 | 2008 |
| ---- | ---- | ---- | ---- | ---- | ---- | ---- |
| 12   | 17   | 28   | 41   | 48   | 51   | 52   |

## Экономика
В 2007 году среди 40 человек в трудоспособном возрасте (15—64 лет) 24 были экономически активными, 16 — неактивными (показатель активности — 60,0 %, в 1999 году было 67,6 %). Из 24 активных работали 17 человек (12 мужчин и 5 женщин), безработных было 7 (5 мужчин и 2 женщины). Среди 16 неактивных 5 человек были учениками или студентами, 7 — пенсионерами, 4 были неактивными по другим причинам.